# Нескучное (Рыбинский район)
Неску́чное — деревня в Шашковской сельской администрации Назаровского сельского поселения Рыбинского района Ярославской области .
Деревня расположена на левом берегу небольшой реки Жидогость, на удалении около 1 км от места её впадения в Волгу. Приволжская возвышенность, на которой расположена деревня, прорезается Жидогостью, текущей глубоком овраге с обрывистыми склонами. Ниже по течению Жидогости к юго-западу расположена деревня Пеньково, которая отделена от Нескучного отрогом оврага, по которому протекает левый приток Жидогости. На современных картах он не назван. На плане Генерального межевания Романовского уезда 1790 года его название можно прочитать как ручей Бул(д?)атьевской. Выше по течению от Нескучного находится деревня Алексеевское, также отделенная небольшим ручьем и оврагом. По северному краю Нескучного проходит автомобильная дорога Шашково-Тутаев, по этой дороге примерно в 1 км на восток деревня Мошково, последняя деревня Рыбинского района по данной дороге, далее начинается Тутаевский район.
Нескучное не указано на плане Генерального межевания Романовского уезда 1790 года, однако на том месте, где сейчас Нескучное показано село Алексеевское. После объединения уездов в 1822 году этот район относился к Романово-Борисоглебскому уезду. В списке населённых пунктов уезда на 1865 год Нескучное уже указано .
На 1 января 2007 года в деревне числилось 4 постоянных жителя . Почтовое отделение в Шашково обслуживает в деревне Нескучное 23 дома .